# Eccrita
Eccrita là một chi bướm đêm thuộc họ Erebidae. Hiện tại nó được Poole coi là đồng nghĩa của Lygephila, nhưng Beck đã xác nhận lại là một chi riêng biệt vào năm 1996.
Nếu là chi riêng biệt, nó chứa loài Eccrita ludicra Hübner, 1790, tuy thế nhiều học giả xếp nó vào chi Lygephila thành Lygephila ludicra